# 의지 (생체공학)

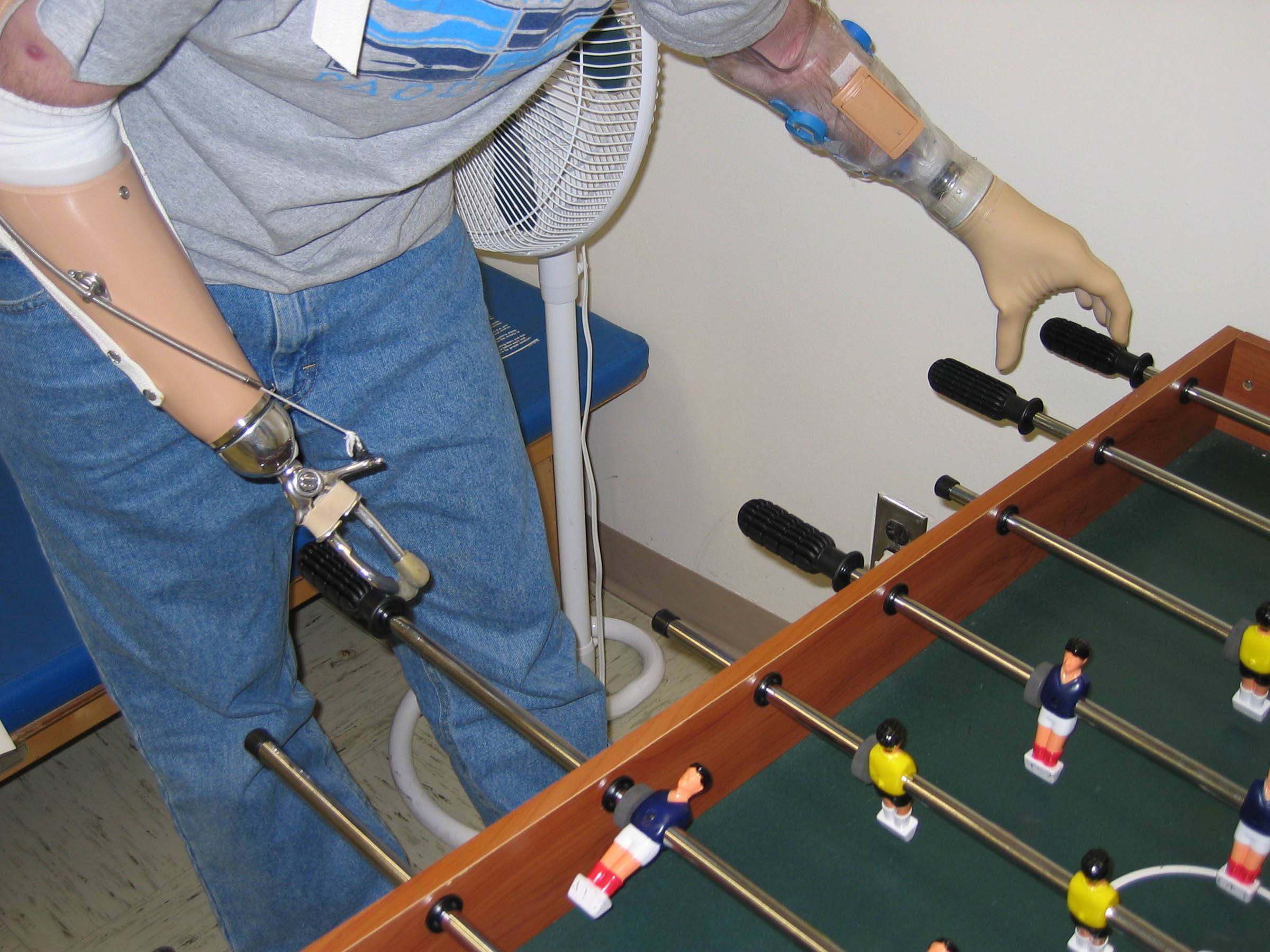
의수로 테이블 풋볼을 즐기는 미국 육군의 군인.

의지(義肢, 영어: limb prosthesis)는 절단으로 사지의 일부를 잃은 경우에 팔다리의 형태 또는 기능을 복원하기 위하여 장착·사용하는 인공수족이다. 
사고나 질병, 전쟁 등으로 절단된 팔다리를 보완, 대체하기 위하여 장착하는 대체물이다. 상지·수완을 의수, 하지·족부를 의족이라고 부른다. 총칭으로 인공사지(人工四肢)라고도 부른다. 잃은 육체의 일부를 인공물로 대체함에 따라 환자 자신의 기능적·정신적 문제를 경감시키기 위하여 쓰이는 것으로, 기능을 회복시키는 것과 외견을 회복시키는 것이 있다. 의지는 옛부터 존재했으나, 크게 진보하게 된 것은 제1차 세계 대전 이후이다.

## 역사

### 기원전

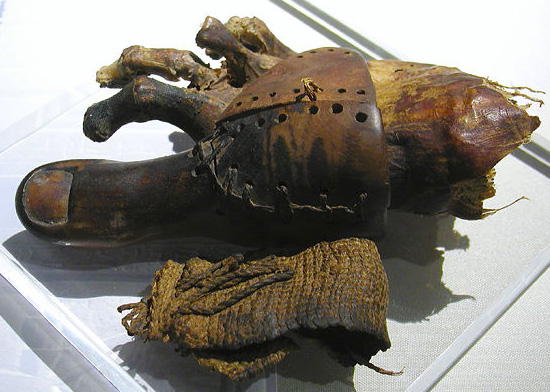
고대 이집트에서 사용되었다고 여겨지는 목제 의지.

의지의 역사는 오래되었고, 기원전부터 사지를 잃은 사람을 위하여 만들어졌다. 고대 이집트에는 이미 목제 의지가 존재했다. 현존 발견되어 있는 세계 최고(最古)의 의지는 기원전 950 - 710년에 만들어진 여성의 의족이다. 결손부위를 보충하기 위한 단순한 악세사리가 아닌,  체중을 걸쳐서 이동할 수 있도록 설계되어 있다. 또한, 이탈리아의 카푸아에서는 고대 로마 시대의 나무와 동으로 만들어진 의족이 발굴되었다.

### 중세 시대

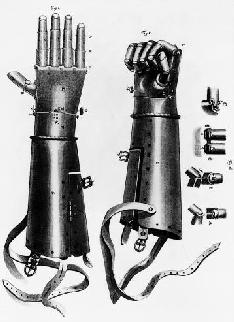
괴츠가 사용한 강철의수, 호른베르크에 현존하고 있으며, 상세한 도면이 남아 있다.

1500년 즈음의 유럽에서는 전쟁으로 팔다리를 잃는 일이 많았지만, 의수나 의족을 사용하여 기사나 군인을 계속했던 인물이 다수 있었다. 유럽에서는 대표적인 인물로서 철완 괴츠라는 이명을 가진 괴츠 폰 베를리힝엔이 있다. 괴츠의 자서전에는의족의 기사도 등장하며, 의지를 사용하고 있던 기사는 꽤 많이 있었다고 사료된다.
괴츠가 사용했던 의수는 고도의 장치가 짜넣어져 있어서, 검이나 창을 쥐고서 싸울 수 있었다고 자서전에 기록되어 있다. 실제로 유럽에서는 팔다리를 잃은 상이군인에게 있어서 괴츠의 이야기는 큰 희망이 되어주었으며, 괴테의 희극에서도 다루어졌기 때문에, 현재도 사지절단자를 위로하는 데 거론된다.
더불어, 당시에는 의지(義肢)와 의학과의 관련은 옅었고, 동시대의 저명한 의학서에도 의지에 대한 기술은 찾아볼 수 없다.

### 근대
19세기 이후는 무연화약의 발명에 따른 총탄의 고속화, 지뢰의 보급에 따라 팔다리를 잃는 상이군인이 급증했다. 하지만, 항공기(비행병) 따위의 탈것을 다루는 병종(兵種)에서는 교전 중의 부상으로 팔다리를 잃어도, 의지(義肢)를 장착하여 전열에 복귀한 예가 복수 보여졌다.
이러한 비행병 가운데서도 미국의 버트 셰퍼드는 1945년의 베를린공방전 때에 격추되어 오른다리를 잃었지만, 독일 항복 후에 귀국한 같은 해에 메이저 리그 워싱턴 세너터스의 투수로서 복귀한 것으로 알려져 있으며, 같은 해에 외팔의 외야수로서 세인트루이스 브라운즈에서 뛴 피트 그레이 등, 제2차 세계대전에서 상이군인이 된 많은 사람들에게 용기를 주었다.

### 현재

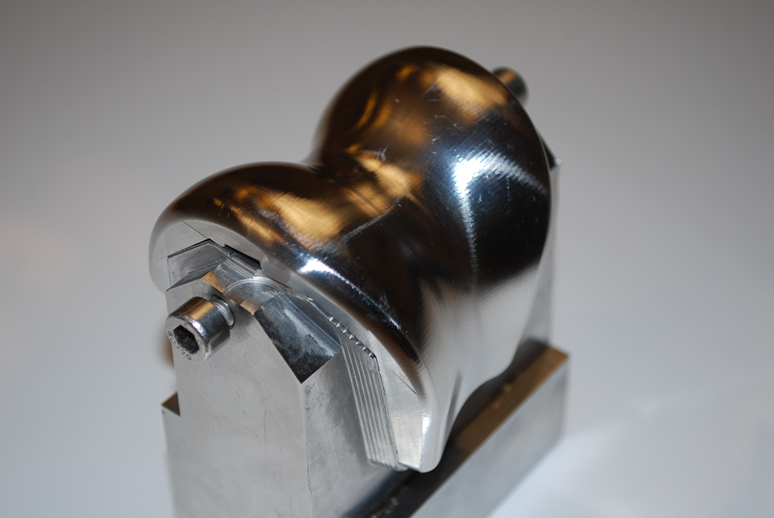
WorkNC의 CAM을 사용하여 개발한 인공 무릎관절

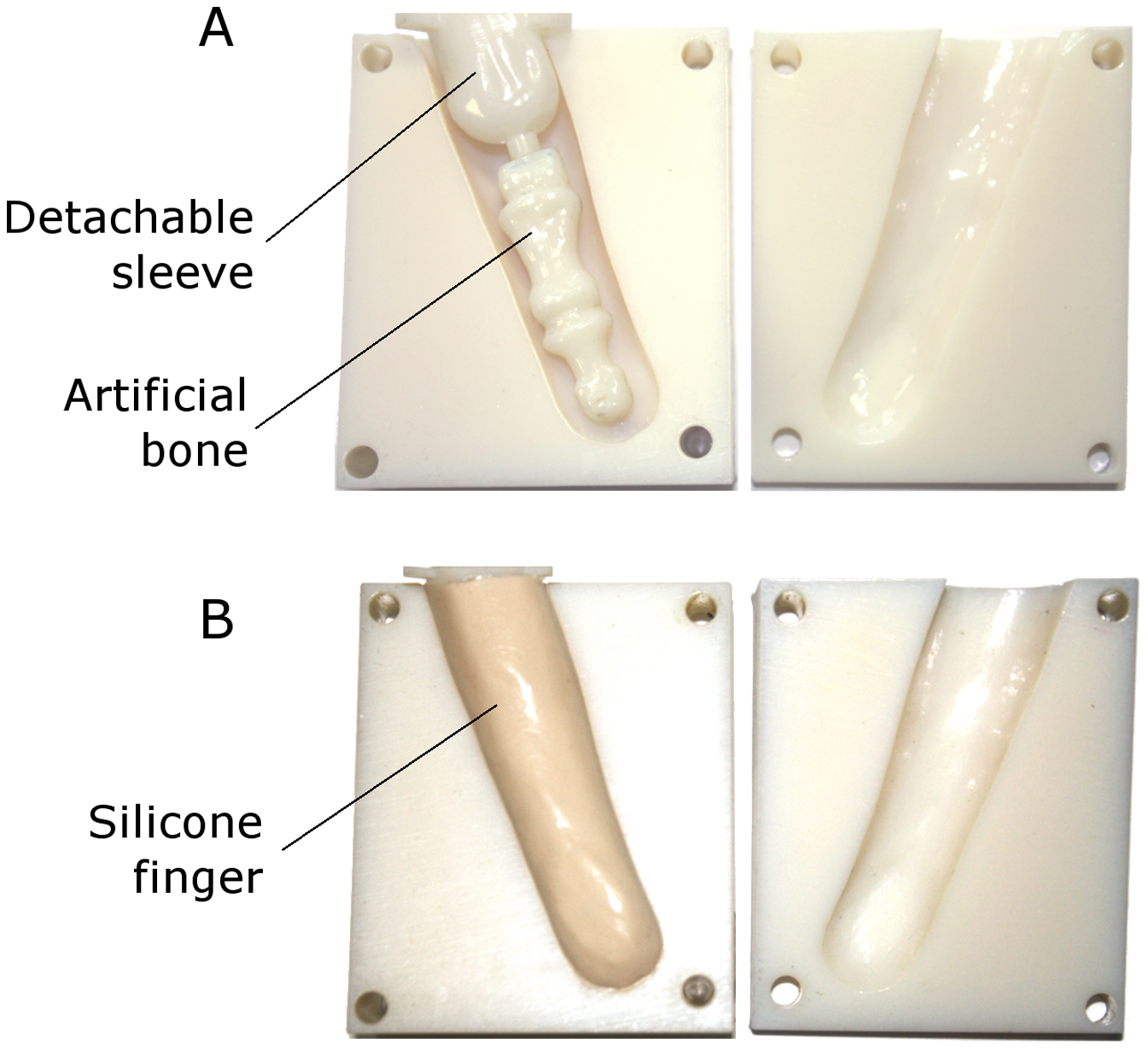
최신기술을 사용하여, 일반인의 손가락과 다름없는 겉모습을 가진 의지(義指)

외장
고무나 실리콘을 써서 진짜 육체에 가깝게 만드는 기술이 있다. 노동재해 따위로 잃은 손가락이나, 유방암으로 절제한 유방 대신에 인공유방 같은, 결손부위의 외관 재현을 적극적으로 이루는 것을 에피테제 또는 외과교정술이라고 부른다.
족부
걷기 위함이 아닌, 달리거나 뛰는 고부하 활동을 목적으로 한 부품이 존재한다. 장착자와 義肢装具士의 공동작업을 통해 완성된 스포츠용 의지(義肢)가 수많이 나와 있으며, 패럴림픽 같은 스포츠 행사에서 흔히 볼 수 있다. 일반인에 육박하는 성적을 갖는 선수도 있다.
그 외에 근전의수, 컴퓨터 제어 무릎 커플링, 컴퓨터 제어 족부, 촉각을 전하는 의지(義肢) 따위, 다기능·고성능의 의지 부품이 등장하게 시작했다. 3D 프린터가 등장함에 따라, 주문제작 의지(義肢)가 저렴하게 만들어질 수 있게 되었다.

## 의지의 기능
부품으로서의 기능은 물론, 장착감이나 체중에도 주의가 요구된다. 이를테면, 결손율이 큰 사지를 보충한 경우, 다기능화로 복잡한 부품을 사용하지 않고, 단순한 구조로 만드는 경우가 있다.
의족의 경우에는 일반적으로 무릎관절의 유무로 활동 수준에 큰 차이가 나온다. 무릎관절이 남아 있으면, 굴신운동이 가능하기 때문에, 정강이부터 아래는 단순한 방망이로 대용할 수 있게 된다. 이 경우, 훈련하기 나름으로 달릴 수도 있게 된다.
하지만, 무릎관절을 상실한 경우, 굴신하는 기능을 무릎 커플링을 의족에 넣어주어야 하며, 이 무릎의족이 체중을 받칠 수 없으면 서 있을 수 없다. 하지만 무릎을 굽히지 않으면 걷기 어렵고, 달리는 것은 곤란하다. 이렇게 무릎 기능의 유무는 의족에 요구되는 기능도 결정적으로 다르며, 장착자의 삶의 질에 크게 영향을 끼칠 수 있기에 무릎 위로부터 발을 절단할 필요가 있는 경우, 절단한 발굽을 수평방향으로 180도 반전하여 무릎 위 넓적다리에 이어붙여, 무릎과 같은 기능을 갖게 하는 이식수술이 이루어진 예도 있다.
의수에는 손의 기능의 대용으로서 「갈고리손톱」 같은 것도 존재하나(피터팬에 나오는 후크선장의 팔을 떠올려도 좋다), 뒷팔의 근육에서 조작하는 핀셋처럼 물건을 집는 것이 가능한 의수나, 더 나아가 근전위 측정과 마이크로컴퓨터를 이용하여 모터의 힘으로 실제 손과 같이 쥐었다 풀었다 하는 동작이 가능한 근전의수도 개발·실용화되고 있다.
최근에는 직접 신경에 접속된 전극에서 신경전위를 계측, 훈련하면 자신의 팔과 같이 조작할 수 있는 타입도 등장했으며, 컴퓨터 제어를 통해 촉각마저 느낄 수 있다고 한다.

## 의수
의수(義手)는 의지의 일종이다.

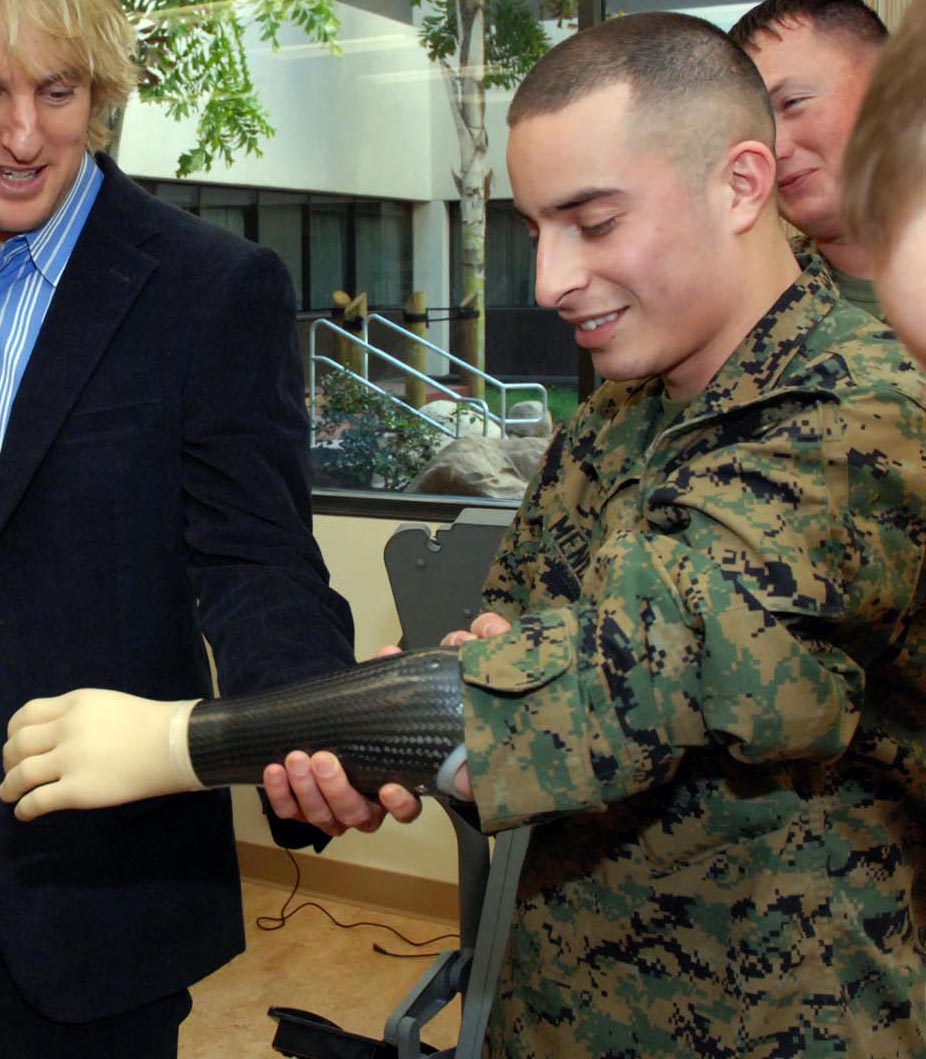
근전의수를 장착한 미국 해병대의 병사. 왼쪽 인물은 오언 윌슨.

상지(上肢) 절단 후, 기능·외관의 재현을 목적으로 장착하는 의지(義肢)로, 목적에 따라 장식용과 작업용으로 분류된다. 병원에서 의사의 처방 및 재활계획을 바탕으로 의지장구사가 제작한다.
장애인복지법에 따라 장애인보조도구(의지)를 대여·지급받을 수 있다.
장착하게 되는 원인은 후천적인 경우가 많고, 산재나 교통사고 따위 외상성에 의한 것이 많다.
외장에는 실리콘 고무 같은 것으로 처리되나, 기본적으로 단색이기 때문에 살갗의 미묘한 변화는 재현하지 않는다. 혈관무늬나 손가락 특유의 색변화를 재현하고 싶은 경우, 즉 실물에 똑 닮게 하고 싶은 경우, 처리를 실비부담할 필요가 있다.

### 목적별 분류
- 장식용 의수 - 외관의 재현을 목적으로 한 것
- 능동식 의수 - 하니스 따위를 사용하여, 신체의 다른 부분을 활용하여 임의동작을 가능하게 한 것
- 작업용 의수 - 특정 작업에 특화시킨 것

장식용 의수는 표면을 실리콘 소재를 중심으로 만들어, 외관의 유지를 목적으로 한다.
능동식 의수는 나뭇진을 중심으로 제작하여, 반대 어깨까지 걸치는 하니스(8자로 엇갈리는 끈)를 이용하여, 물건을 쥐고 놓는 동작을 재현한다.
작업용 의수는 목적을 우선하기 때문에, 반드시 인체의 형상을 하고 있을 필요가 없다. 팔꿈치 관절보다 원위(遠位)의 절단이라면, 손목을 탈착형으로 하여, 필요한 도구를 교환하도록 할 수도 있다.
그 외에, 근육의 수축에 사용되는 미약한 신경전류를 감지하여 물건을 쥐고 놓는 파지동작(把持動作)을 모터 구동의 부품으로 재현하는 근전의수가 존재한다. 근전의 임의검출이 불가능한 사람은 쓸 수 없기 때문에, 모든 사람에게 적합한 것은 아니다.

### 제작부위별 분류
- 손가락 - 의지(義指)
- 손 - 의수(義手)
- 아래팔 - 전완의지(前腕義肢)
- 위팔 - 상완의지(上腕義肢)
- 어깨 - 어깨관절의지(-關節義肢)
- 견갑흉곽간절단용 어깨관절의지(肩胛胸廓間切斷用-關節義肢)

## 의족

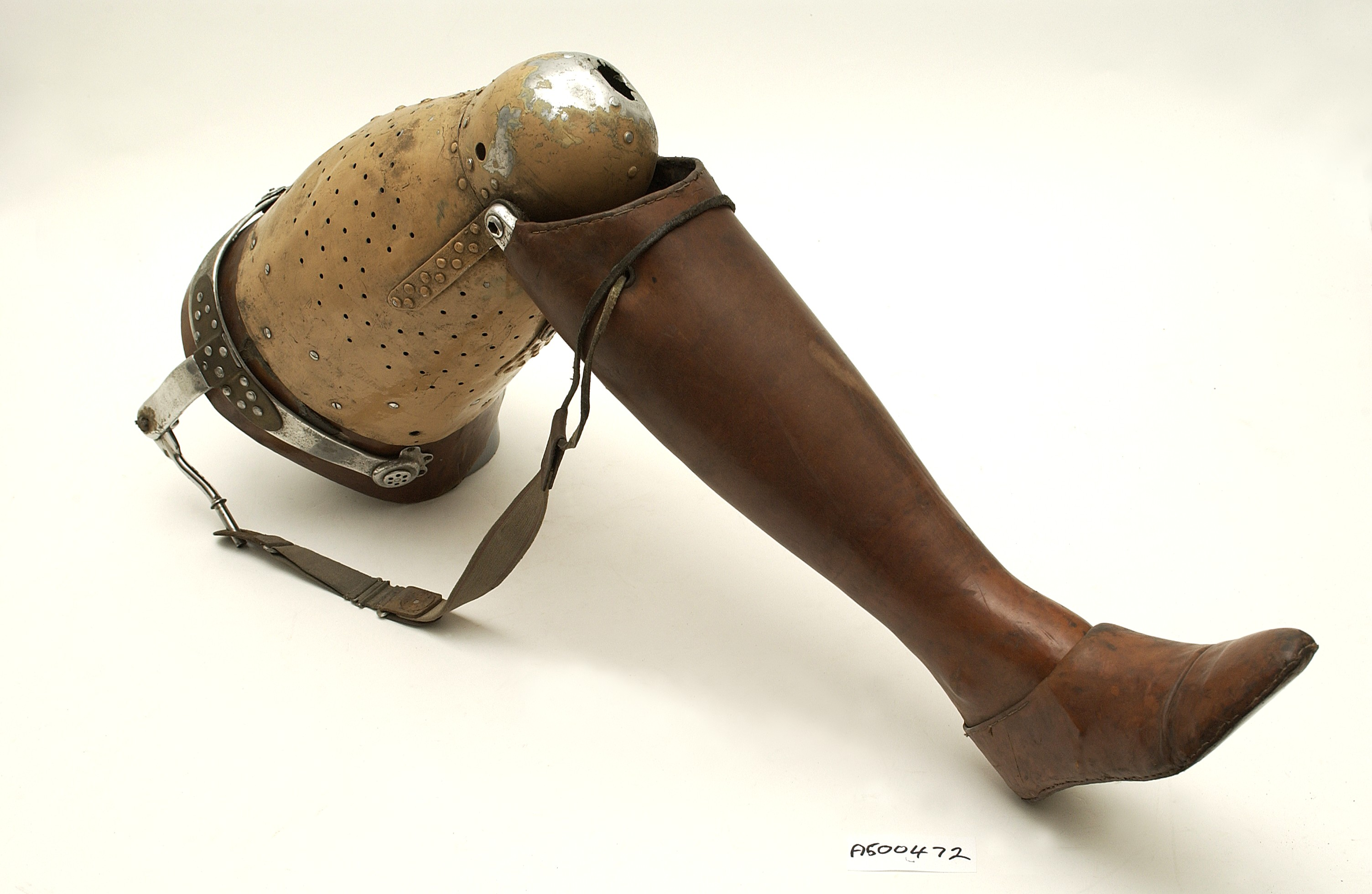
의족

의족(義足)은 인공 발을 뜻한다. 하지절단자가 장착한다.
병원에서 의사의 처방·재활 계획을 바탕으로 의지장구사가 제작한다. 하지(下肢) 절단 후, 기능의 재현을 목적으로 장착하는 의지로, 목적에 따라 연습용·상용·작업용으로 분류된다.
비용에 대해서는 건강보험, 장애인복지법에 따라 보장구 또는 산업재해 보상을 받을 수 있다.
전쟁피해를 받은 발전도상국에서는, 남겨진 지뢰 피해자로 인하여 의족 수요가 늘고 있으며, 각국의 의족 메이커가 자원봉사를 지원하고 있다.

### 구조

#### 신체와의 접합

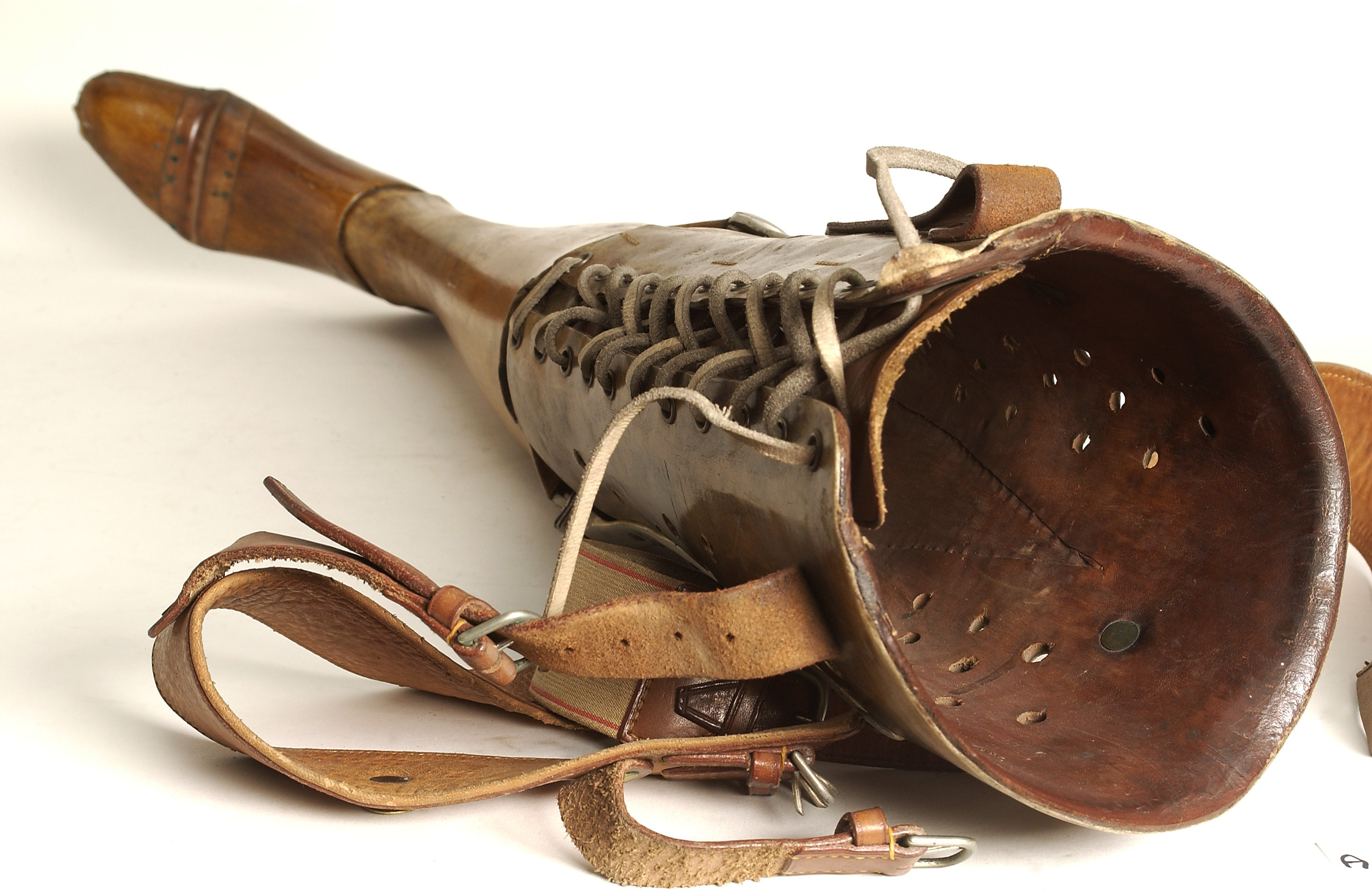
소켓 쪽에서 본 의족

소켓 형싱은 절단지의 높이·형상에서 결정된다. 신체와의 접합소재에는 면으로 만들어진 절단부 주머니(두툼한 양말 같은）가 사용되어 왔다. 근래에는 흡착식이라고 불리는 공기의 음압을 이용하여 곧바로 신을 수 있는 타입이나, 실리콘을 활용한 것이 보급되기 시작했다. 한편, 殻構造義足은 구조가 단순하여, 옛부터 인기가 많다.
소켓은 단기간에 걸친 체형·체중변화, 장기간에 걸친 노화에 따른 육체변화에 의하여, 언젠가 부적합하게 된다. 특히 절단직후의 형상·주경은 점점 변화하기 때문에, 훈련용 의지는 단기간에 부적합해지는 것이 일반적으로, 갱생용 의족은 절단지의 안정을 가늠해보고 나서 제작하게 된다.

### 분류
크게 보행능력을 얻기 위한 「기능적 의족」과, 외관을 되찾기 위한 「장식용 의족」으로 나눌 수 있지만, 장식용은 보행능력이 없기 때문에, 조성(助成) 대상으로는 될 수 없다. 희망자는 자비로 작성하는 경우가 있다.

#### 기능적 의족
기능적 의족은 「각구조의족」(殻構造義足)과 「골격구조의족」(骨格構造義足) 두 가지로 나눌 수 있다. 골격구조의족에는 피라미드 어댑터라고 불리는 세계 공통의 규격이 있다. 교환이 용이하고, 고기능 부품이 다수 존재한다는 점에서 근래 주류가 되고 있다.

#### 장식용 의족
장식용은 보행능력이 없기 때문에, 조성(助成) 대상으로는 될 수 없다.

#### 부위별 분류

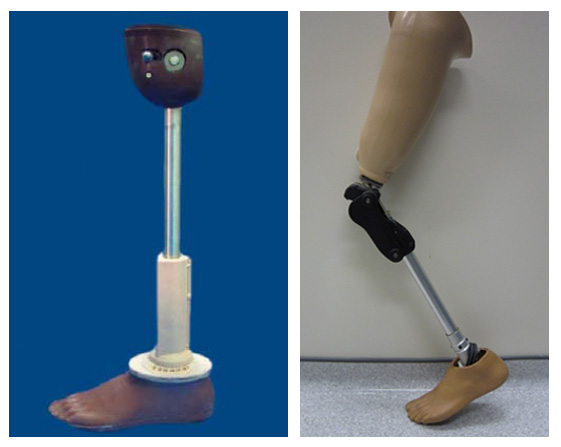
잔존기관에 대응한 각 의족

절단지(切斷肢)가 얼마나 남아 있는지에 따라 의족에 요구되는 성능도 변화한다. 절단부까지의 길이에 따라 사소한 차이가 있지만, 잔존하는 관절을 기준으로 한 분류가 존재한다.
- 발가락을 절단한 환자가 쓰는 족지의족
- 발을 절단한 환자가 쓰는 중족의족
- 발목관절에서 절단한 환자가 쓰는 의족
- 정강이를 절단한 환자가 쓰는 하퇴의족
- 무릎관절에서 절단한 환자가 쓰는 슬관절의족
- 허벅지를 절단한 환자가 쓰는 대퇴의족
- 고관절에서 절단한 환자가 쓰는 고관절의족
- 골반을 제거한 환자가 쓰는 골반의족

족지의족이나 중족의족은 버선꼴을 하고 있는 경우가 많다. 일반적으로 잔존해 있는 부분이 적을수록 보행능력 획득까지 시간이 걸린다. 특히 무릎의 유무에 따르는 영향은 크다.

### 장착 적합성
장시간(몇 개월 이상)에 걸쳐 쾌적하게 장착할 수 있으려면, 본인의 자기관리능력이 요구된다.
- 의족 비장착 시에는 탄력포대(신축성 있는 포대)를 두르는 것으로 절단부에 항상 일정한 압박을 가해, 형상변화를 최소한으로 하는 노력이 필요하다. 이를 게을리 하면 연부조직이 팽창하고, 의족을 장착할 수 없게 될 수 있다.
- 당뇨병 환자는 인공투석의 영향으로 인한 수분량의 변화에 따라 절단부 형상의 수축·팽창하는 변화가 문제시된다.
- 체지방은 절단부를 불안정하게 하는 원인이 된다. 또한, 과도한 비만에 따른 체중변화는 절단부 둘레를 크게 변화시켜키게 되어, 장착 부적합의 원인이 되기 쉽다.

이렇듯, 자기관리능력에 문제가 있는 환자, 물리법칙을 무시한 자기중심적인 환자는, 적합·완성까지 어려운 경향이 보여진다. 본인의 감각평가에 근거하지 않고, 적합을 객관적으로 판단하는, 명확한 가이드라인의 설정이 요구된다.
가령, 절단부가 안정되지 않은 경우에는, 퇴원 후에도 정기적으로 병원에서 조정을 계속해야 한다. 의료적 판단으로 재절단에 이르는 케이스도 있다. 또한, 보행능력이 획득되지 않는 경우, 휠체어나 목발을 이용하여 외다리보행(외다리가 건재한 경우)를 검토한다. 근년에는 절단부가 지는 부담을 줄이기 위하여, 안장에 앉는 형태로 사용하는 의족도 개발되었다.

### 갤러리

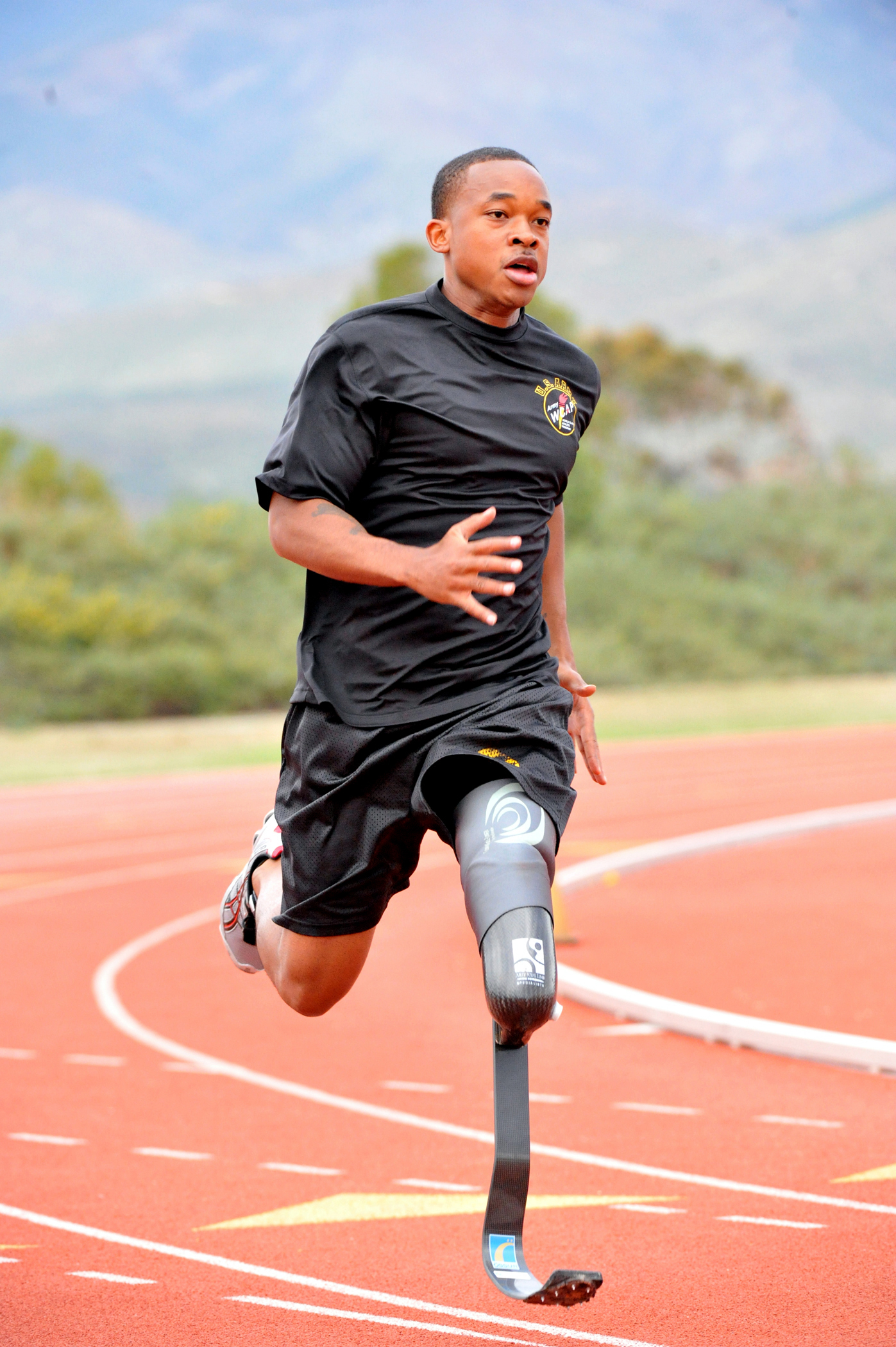
경기용 의족 (前) (미국 육군의 제러드 필즈 병장. 100m를 12초대로 달리며, 여러 대회에서 우승.)
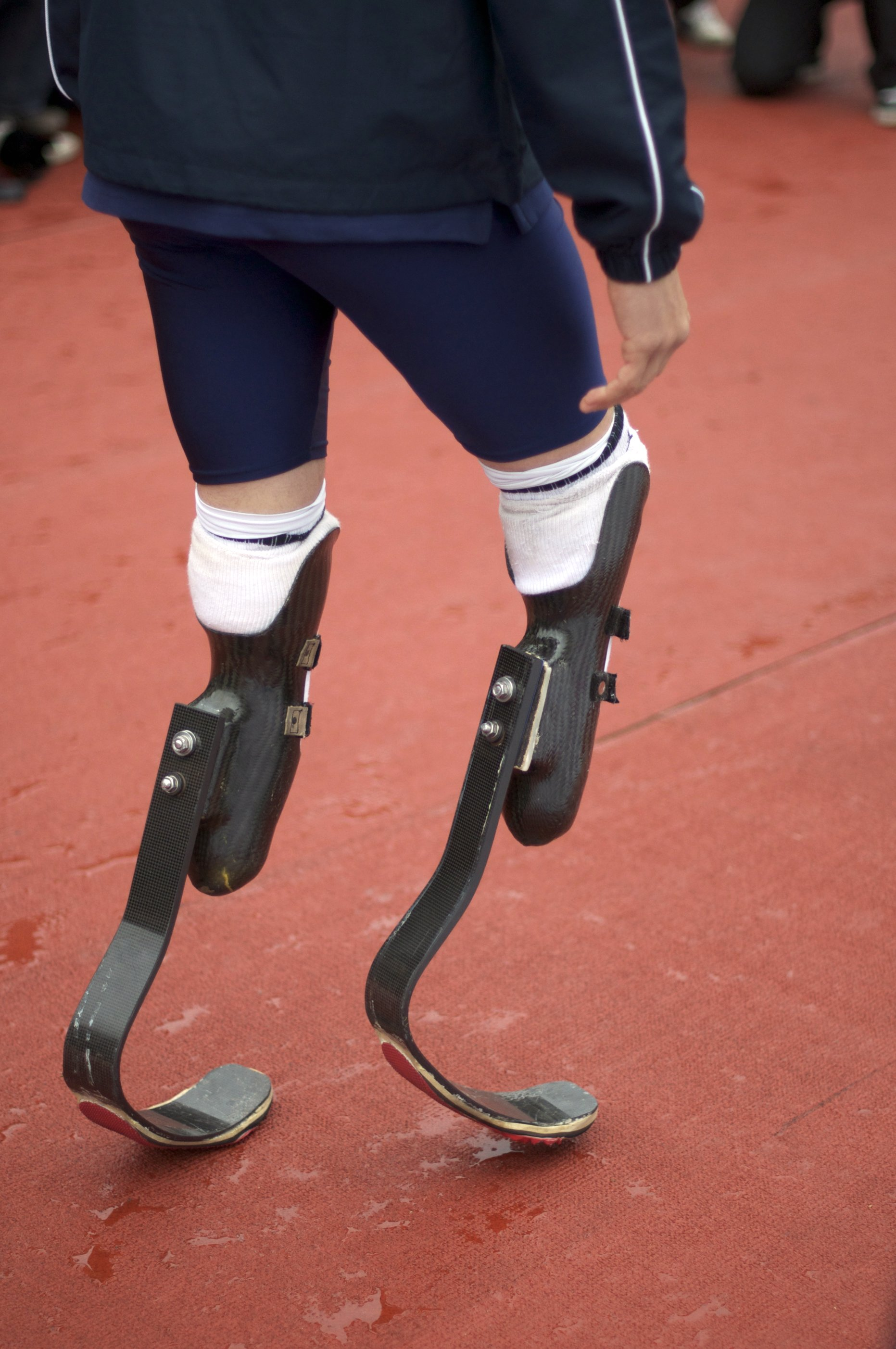
경기용 의족 (後) (오스카 피스토리우스)
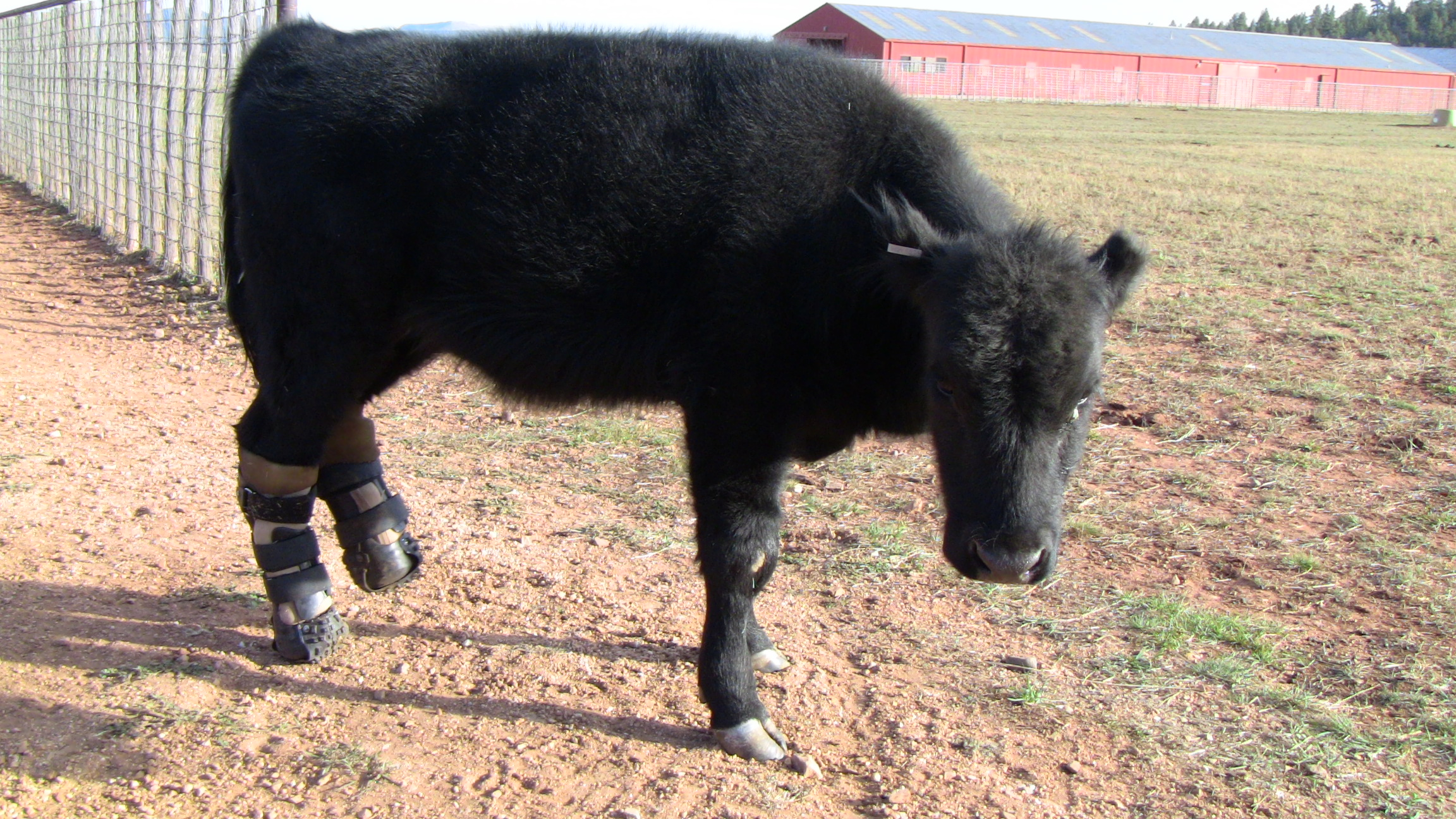
소의 의족

## 참고 문헌
- 지바 노조미 『よみがえるおっぱい』(되살아나는 젖퉁이) 가이타쿠샤, 2000년 ISBN 4-907727-11-9

## 같이 보기
- 보철
- 의지장구사
- 기능의수, 근전의수
- 의안
- 사이보그
- 뇌-컴퓨터 인터페이스
- 분류:절단 장애인